# Grand Prix-wegrace der Naties 1974
De Grand Prix-wegrace der Naties 1974 was vierde race van wereldkampioenschap wegrace voor motorfietsen in het seizoen 1974. De races werden verreden op 19 mei 1974 op het
Autodromo Enzo e Dino Ferrari in Imola.

## Algemeen
MV Agusta kwam in de 350cc-klasse enkele malen aan de start, maar verscheen niet meer in de vierde race, de GP des Nations. Men achtte de MV Agusta 350 4C kansloos en een nieuwe machine, die in ontwikkeling was, was nog lang niet klaar.

## 500cc
In Imola vroeg de teamleiding van Yamaha de organisatie om de 500cc-race terug te brengen van 36 naar 31 ronden, omdat er anders een tankstop nodig zou zijn. Dat werd in eerste instantie gehonoreerd, maar na een protest van MV Agusta weer ingetrokken. In de race moesten Phil Read (MV Agusta) en Teuvo Länsivuori (Yamaha) al snel lossen, waardoor de strijd tot de twintigste ronde tussen Gianfranco Bonera (MV Agusta), Giacomo Agostini (Yamaha) en Barry Sheene (Suzuki) ging. Toen viel Sheene, waarbij hij een enkel brak, en Bonera en Agostini vochten om de leiding tot de laatste zonder benzine stond. De angst bestond dat ook de Yamaha van Teuvo Länsivuori droog zou vallen, maar hij kon de machine naar de tweede plaats rijden. Read werd derde, net niet met een ronde achterstand, omdat teamgenoot Bonera achter hem bleef rijden. Na de finish moest Länsivuori met uitputtingsverschijnselen weggedragen worden.

### Uitslag 500cc
| Pos | Coureur             | Merk      | Tijd           | Punten |
| --- | ------------------- | --------- | -------------- | ------ |
| 1   | Gianfranco Bonera   | MV Agusta | 1h 12' 27" 200 | 15     |
| 2   | Teuvo Länsivuori    | Yamaha    | + 1' 25" 700   | 12     |
| 3   | Phil Read           | MV Agusta | + 2' 04" 000   | 10     |
| 4   | Jack Findlay        | Suzuki    | + 1 ronde      | 8      |
| 5   | Roberto Gallina     | Yamaha    | + 1 ronde      | 6      |
| 6   | Alex George         | Yamaha    | + 1 ronde      | 5      |
| 7   | Werner Giger        | Yamaha    | + 1 ronde      | 4      |
| 8   | Billie Nelson       | Yamaha    | + 1 ronde      | 3      |
| 9   | Christian Léon      | Kawasaki  | + 2 ronden     | 2      |
| DNF | Víctor Palomo       | Yamaha    |                |        |
| DNF | Armando Toracca     | Paton     |                |        |
| DNF | Vittorio Gornati    | Yamaha    |                |        |
| DNF | Pentti Korhonen     | Yamaha    |                |        |
| DNF | Giovanni Perrone    | Yamaha    |                |        |
| DNF | Edu Celso-Santos    | Yamaha    |                |        |
| DNF | Paul Smart          | Suzuki    |                |        |
| DNF | Giorgio Gatti       | Yamaha    |                |        |
| DNF | Yvon Duhamel        | Kawasaki  |                |        |
| DNF | Paolo Campanelli    | Kawasaki  |                |        |
| DNF | Barry Sheene        | Suzuki    | val            |        |
| DNF | Paul Eickelberg     | König     |                |        |
| DNF | Guido Mandracci     | Suzuki    |                |        |
| DNF | Olivier Chevallier  | Yamaha    |                |        |
| DNF | Christian Bourgeois | Yamaha    |                |        |
| DNF | Giacomo Agostini    | Yamaha    | brandstof      |        |
| DNF | John Williams       | Yamaha    |                |        |
| DNF | Giovanni Proni      | Yamaha    |                |        |
| DNF | Jean-Paul Boinet    | Yamaha    |                |        |
| DNF | Karl Auer           | Yamaha    |                |        |
| DNF | Franco Cottafavi    | Yamaha    |                |        |

## 350cc
In Imola ontbraken de MV Agusta's, uitgerekend in hun thuiswedstrijd. Men ging er toen al van uit dat de fabriek de moed voor wat betreft de 350cc-klasse had opgegeven. Michel Rougerie (Harley-Davidson) reed drie ronden lang op kop, maar toen werd hij ingehaald door Giacomo Agostini (Yamaha) die steeds verder wegliep. De hitte speelde veel motoren parten en er waren dan ook veel uitvallers. Rougerie werd derde nadat hij door een gescheurde uitlaat de tweede plaats aan Mario Lega (Yamaha) moest laten.

### Uitslag 350cc
| Pos | Coureur            | Merk            | Tijd               | Punten             |
| --- | ------------------ | --------------- | ------------------ | ------------------ |
| 1   | Giacomo Agostini   | Yamaha          | 1h 02' 17" 800     | 15                 |
| 2   | Mario Lega         | Yamaha          | + 42" 200          | 12                 |
| 3   | Michel Rougerie    | Harley-Davidson | + 52" 900          | 10                 |
| 4   | Walter Villa       | Harley-Davidson | + 54" 700          | 8                  |
| 5   | Chas Mortimer      | Yamaha          | + 1' 12" 200       | 6                  |
| 6   | Giovanni Proni     | Yamaha          | + 1' 22" 600       | 5                  |
| 7   | Giuseppe Elementi  | Bimota-Yamaha   | + 1' 25" 600       | 4                  |
| 8   | Werner Giger       | Yamaha          | + 1' 31" 900       | 3                  |
| 9   | Edu Celso-Santos   | Yamaha          | + 1' 39" 800       | 2                  |
| 10  | Olivier Chevallier | Yamaha          | + 1' 53" 500       | 1                  |
| 11  | Billie Nelson      | Yamaha          | + 1 ronde          |                    |
| 12  | Karl Auer          | Yamaha          | + 1 ronde          |                    |
| 13  | Paolo Tordi        | Yamaha          | + 1 ronde          |                    |
| 14  | Alex George        | Yamaha          | + 1 ronde          |                    |
| DNF | Gérard Choukroun   | Yamaha          |                    |                    |
| DNF | Teuvo Länsivuori   | Yamaha          |                    |                    |
| DNF | Victor Palomo      | Yamaha          |                    |                    |
| DNF | Patrick Pons       | Yamaha          | gescheurde uitlaat | gescheurde uitlaat |
| DNF | Christian Bourgois | Yamaha          |                    |                    |
| DNF | Fosco Giansanti    | Yamaha          |                    |                    |
| DNF | Roberto Gallina    | Yamaha          |                    |                    |
| DNF | Helmut Kassner     | Yamaha          |                    |                    |
| DNF | Ulrich Graf        | Yamaha          |                    |                    |
| DNF | Pentti Korhonen    | Yamaha          |                    |                    |
| DNF | Hans Mühlebach     | Yamaha          |                    |                    |

## 250cc
Omdat de coureurs in Duitsland gestaakt hadden en er in Oostenrijk geen 250cc-klasse was geweest, opende de derde Grand Prix in Imola feitelijk het seizoen. Bruno Kneubühler (Yamaha) reed enkele ronden aan de leiding, maar kon niet op tegen de Harley-Davidson van Walter Villa. Patrick Pons (Yamaha), die al een sterke 350cc-race had gereden maar door een gescheurde uitlaat was teruggevallen, kreeg nu loon naar werken en werd derde. Het was de eerste overwinning voor de Harley-Davidson RR 250, maar toen de machine nog "Aermacchi" heette waren er in 1972 door Renzo Pasolini al drie GP's mee gewonnen.

### Uitslag 250cc
| Pos | Coureur             | Merk            | Tijd         | Punten |
| --- | ------------------- | --------------- | ------------ | ------ |
| 1   | Walter Villa        | Harley-Davidson | 52' 55" 700  | 15     |
| 2   | Bruno Kneubühler    | Yamaha          | + 44" 200    | 12     |
| 3   | Patrick Pons        | Yamaha          | + 1' 03" 400 | 10     |
| 4   | Giovanni Proni      | Yamaha          | + 1' 36" 000 | 8      |
| 5   | Kent Andersson      | Yamaha          | + 1' 36" 700 | 6      |
| 6   | Armando Toracca     | Yamaha          | + 2' 09" 000 | 5      |
| 7   | Olivier Chevallier  | Yamaha          | + 1 ronde    | 4      |
| 8   | Matti Salonen       | Yamaha          | + 1 ronde    | 3      |
| 9   | Hans Mühlebach      | Yamaha          | + 1 ronde    | 2      |
| 10  | Jean-Paul Boinet    | Yamaha          | + 1 ronde    | 1      |
| 11  | Franco Doni         | Yamaha          | + 1 ronde    |        |
| 12  | Giuliano Zera       | Yamaha          | + 1 ronde    |        |
| 13  | Angelo Orsenigo     | Suzuki          | + 7 ronden   |        |
| DNF | Ángel Nieto         | Derbi           |              |        |
| DNF | Thierry Tchernine   | Yamaha          |              |        |
| DNF | Fosco Giansanti     | Yamaha          |              |        |
| DNF | Chas Mortimer       | Yamaha          |              |        |
| DNF | Silvio Grassetti    | MZ              |              |        |
| DNF | Giovanni Proni      | Yamaha          |              |        |
| DNF | Erasmo Di Ciacinto  | Yamaha          |              |        |
| DNF | Giovanni Mariannini | Yamaha          |              |        |
| DNF | Michel Rougerie     | Harley-Davidson |              |        |
| DNF | Giuseppe Consalvi   | Harley-Davidson |              |        |
| DNF | Philippe Coulon     | Yamaha          |              |        |
| DNF | Fritz Rietmaier     | Yamaha          |              |        |
| DNF | Christian Bourgois  | Yamaha          |              |        |
| DNF | Mario Necchi        | Yamaha          |              |        |

## 125cc
Otello Buscherini reed de snelste trainingstijd in Imola. Kent Andersson viel al in de eerste ronde, maar in Imola was de organisatie na de perikelen in Duitsland niet over één nacht ijs gegaan: vier rijen strobalen zorgden dat hij meteen weer kon opstappen. Ángel Nieto reed schijnbaar onbedreigd aan de leiding, maar werd wel nog door een Italiaanse achterblijver van de baan gedrukt. Hij won desondanks. Bruno Kneubühler lag tweede toen hij een vastloper kreeg en vervolgens ging het big-end lager van de Bridgestone van Henk van Kessel stuk, zodat ook hij de tweede plaats moest prijsgeven. Andersson had er geen gras over laten groeien, had bijna het hele veld ingehaald en werd tweede. Omdat ook Buscherini met problemen de pit had opgezocht werd Pier Paolo Bianchi met de Minarelli derde en haalde daarmee de enige 10 punten van het seizoen.

### Uitslag 125cc
| Pos | Coureur            | Merk               | Tijd                   | Punten                 |
| --- | ------------------ | ------------------ | ---------------------- | ---------------------- |
| 1   | Ángel Nieto        | Derbi              | 45' 32" 400            | 15                     |
| 2   | Kent Andersson     | Yamaha             | + 1' 17" 400           | 12                     |
| 3   | Pier Paolo Bianchi | Minarelli          | + 4' 10" 100           | 10                     |
| 4   | Matti Salonen      | Yamaha             | + 1 ronde              | 8                      |
| 5   | Lorenzo Ghiselli   | Harley-Davidson    | + 1 ronde              | 6                      |
| 6   | Aldo Pero          | Carem              | + 1 ronde              | 5                      |
| 7   | Eugenio Lazzarini  | Piovaticci         | + 1 ronde              | 4                      |
| 8   | Luciano Richetti   | Italjet            | + 1 ronde              | 3                      |
| 9   | Rudolf Weiss       | Maico              | + 1 ronde              | 2                      |
| 10  | Germano Zanetti    | DRS                | + 2 ronden             | 1                      |
| 11  | Carlo Giovanardi   | Maico              | + 2 ronden             |                        |
| 12  | Roberto di Lorenzi | Yamaha             | + 2 ronden             |                        |
| DNQ | Thierry Tchernine  | Yamaha             |                        |                        |
| DNQ | Johann Zemsauer    | Rotax              |                        |                        |
| DNF | Otello Buscherini  | Malanca            |                        |                        |
| DNF | Henk van Kessel    | Bridgestone-Yamaha | uitgelopen krukaslager | uitgelopen krukaslager |
| DNF | Bruno Kneubühler   | Yamaha             | vastloper              |                        |
| DNF | Fritz Rietmaier    | Maico              |                        |                        |
| DNF | Eric Offenstadt    | Motobécane         |                        |                        |
| DNF | Pentti Salonen     | Yamaha             |                        |                        |
| DNF | Alberto Ieva       | Morbidelli         |                        |                        |
| DNF | Giuseppe Consalvi  | Harley-Davidson    |                        |                        |
| DNF | Gianni Ribuffo     | DRS                |                        |                        |

## 50cc
In Imola won Henk van Kessel de 50cc-race zonder problemen. Hij verbeterde zelfs het ronderecord. Jan Bruins reed met zijn Jamathi op de tweede plaats, maar werd ingehaald door Otello Buscherini. Die kreeg echter problemen omdat zijn uitlaat scheurde, waardoor Bruins toch nog tweede werd. Buscherini werd wel nog derde.

### Uitslag 50cc
| Pos | Coureur              | Merk              | Tijd         | Punten |
| --- | -------------------- | ----------------- | ------------ | ------ |
| 1   | Henk van Kessel      | Van Veen-Kreidler | 30' 38" 700  | 15     |
| 2   | Jan Bruins           | Jamathi           | + 43" 200    | 12     |
| 3   | Otello Buscherini    | Malanca           | + 47" 800    | 10     |
| 4   | Ulrich Graf          | Kreidler          | + 1' 04" 700 | 8      |
| 5   | Jan Huberts          | Kreidler          | + 1' 30" 000 | 6      |
| 6   | Claudio Lusuardi     | Villa             | + 1' 34" 100 | 5      |
| 7   | Julien van Zeebroeck | Van Veen-Kreidler | + 1' 38" 000 | 4      |
| 8   | Wilhelm Werner       | Kreidler          | + 1' 44" 900 | 3      |
| 9   | Carlo Guerrini       | Ringhini          | + 2' 07" 100 | 2      |
| 10  | Harald Bartol        | Kreidler          | + 2' 08" 900 | 1      |
| 11  | Aldo Pero            | Ringhini          | + 2' 27" 600 |        |
| 12  | Pentti Salonen       | Puch              | + 1 ronde    |        |
| 13  | Luigi Rinaudo        | Tomos             | + 1 ronde    |        |
| 14  | Massimo Grossi       | Jamathi           | + 1 ronde    |        |
| 15  | Pierre Audry         | ABF               | + 1 ronde    |        |
| 16  | R. Montanari         | Tomos             | + 1 ronde    |        |
| 17  | Salvatore Monreale   | UFO               | + 1 ronde    |        |
| 18  | Gianni Ribuffo       | UFO               | + 1 ronde    |        |
| DNF | Stefan Dörflinger    | Kreidler          | Val          |        |
| DNF | Hans-Jürgen Hummel   | Kreidler          |              |        |
| DNF | Pier Paolo Bianchi   | Minarelli         |              |        |
| DNF | Giorgio Macchiavelli | Tomos             |              |        |

## Zijspanklasse
In Italië moest Klaus Enders eerst Rolf Steinhausen/Karl Scheurer en daarna Werner Schwärzel/Karl-Heinz Kleis inhalen, maar toen won hij voor het eerst met zijn vernieuwde Busch-Spezial BMW. Uiteindelijk werden Rolf Biland en Freddy Freiburghaus met een door Rudi Kurth geprepareerde CAT-Crescent tweede en Steinhausen/Scheurer derde.

### Uitslag zijspanklasse
| Pos | Coureur               | Bakkenist           | Merk         | Tijd       | Punten |
| --- | --------------------- | ------------------- | ------------ | ---------- | ------ |
| 1   | Klaus Enders          | Ralf Engelhardt     | Busch-BMW    | 45' 45" 9  | 15     |
| 2   | Rolf Biland           | Freddy Freiburghaus | CAT Crescent | + 7" 7     | 12     |
| 3   | Rolf Steinhausen      | Karl Scheurer       | Busch-König  | + 25" 8    | 10     |
| 4   | Siegfried Schauzu     | Wolfgang Kalauch    | Busch-BMW    | + 1' 07" 6 | 8      |
| 5   | Heinz Luthringshauser | Hermann Hahn        | Busch-BMW    |            | 6      |
| 6   | Richard Wegener       | Derek Jacobson      | BMW          |            | 5      |
| 7   | Hanspeter Hubacher    | Kurt Huber          | Yamaha       |            | 4      |
| 8   | Otto Haller           | Erich Haselbeck     | BMW          |            | 3      |
| 9   | Egon Schons           | Horst Schons        | BMW          |            | 2      |
| 10  | Roberto Ollearo       | Remo Rocchi         | Suzuki       |            | 1      |

1922 · 1923 · 1924 · 1925 · 1926 · 1927 · 1928 · 1929 · 1930 · 1931 · 1932 · 1933 · 1934 · 1935 · 1936 · 1937 · 1938 · 1939 · 1947 · 1948 · 1949 · 1950 · 1951 · 1952 · 1953 · 1954 · 1955 · 1956 · 1957 · 1958 · 1959 · 1960 · 1961 · 1962 · 1963 · 1964 · 1965 · 1966 · 1967 · 1968 · 1969 · 1970 · 1971 · 1972 · 1973 · 1974 · 1975 · 1976 · 1977 · 1978 · 1979 · 1980 · 1981 · 1982 · 1983 · 1984 · 1985 · 1986 · 1987 · 1988 · 1989 · 1990